# Kadans ranpa
El kadans ranpa (en criollo haitiano: kadans ranpa, [kadãs ɣãpa]), o simplemente kadans, es una música bailable y un méringue moderno popularizado en el Caribe por el virtuoso saxofonista haitiano Webert Sicot a comienzos de la década de 1960. El kadans ranpa es una de las fuentes del cadence-lipso. Kadans y Konpa son dos nombres para el mismo méringue moderno haitiano.

## Etimología
Kadans ranpa significa literalmente cadencia de muralla.

## Historia
Webert Sicot dejó la banda de Konpa de Nemours Jean-Baptiste y llamó kadans (cadencia) a su música para diferenciarla de los konpas, especialmente cuando la llevó a otros países, de manera que fue la rivalidad entre Sicot y Nemours lo que dio origen a estos nombres. Sicot creó un nuevo ritmo, la kadans ranpa, para oponerse al konpa, pero solo como una forma de competencia. El ritmo de la kadans ranpa era idéntico al del konpa excepto por la adición de un segundo tambor que sonaba cada cuatro tiempos.
En la década de 1930, varios músicos beguine de Martinica y Guadalupe se mudaron a Francia, alcanzando una gran popularidad en París, especialmente a raíz de la exposición colonial de 1931. Estrellas tempranas como Alexandre Stellio y Sam Castandet se hicieron populares en París. Entre las décadas de 1930 y 1950, la danza beguine fue popular entre las orquestas de danza de las islas. Su popularidad en el extranjero decayó de manera relativamente rápida, pero se mantuvo como una fuerza importante en la música popular en Martinica y Guadalupe hasta que la kadans y el konpa haitianos se impusieron en la década de 1950. En las últimas décadas del siglo XX, músicos beguine como el virtuoso del clarinete Michel Godzom ayudaron a revolucionar el género. El sonido característico del beguine consiste en la interacción entre clarinete y trombón, tanto en solitario como a dúo, que aún hoy se escucha en toda la música antillana, desde las formas más tradicionales como la kadans hasta los sonidos pop del zouk actual.
Los hermanos Sicot, el maestro Webert Sicot y el compositor Raymond Sicot, son famosos en el Caribe por sus rigurosas habilidades armónicas. Fueron ellos quienes introdujeron el méringue-kadans al Caribe, específicamente a las Antillas Francesas de Martinica y Guadalupe alrededor de 1962, desde donde se extendió a Dominica. Entre los años 60 y 70, Dominica, Guadalupe y Martinica estuvieron llenas de bandas de kadans, entre las ques se encontraban Selecta, La Perfecta, Les Aiglons, Grammacks, Exile One, Les Vikings de Guadeloupe y Abel Zenon et son combo.

## Estilo
La música kadans se caracteriza por un ritmo constante y acelerado, de ahí el nombre de cadencia. Su aspecto percusivo proviene de los tambores (en particular, el bombo constante de un tiempo), un uso acentuado de los platillos y, en menor medida, el hi hat más un ritmo distintivo del cencerro, tok, to-tok, tok -tok-tok, y una conga al ritmo de una pizca de méringue.